# Balduíno II de Constantinopla
Balduíno II de Courtenay (1217—1273), último imperador latino de Constantinopla desde 1228 até a queda em 1261, foi sobrinho de Balduíno I de Constantinopla. Quando tinha só 11 anos herdou o trono, mas não foi coroado até 1239, dois anos depois da morte de João de Brienne, antigo rei de Jerusalém que havia sido eleito regente. 
No momento da morte de João, Balduíno encontrava-se na Europa ocidental, tentando conseguir fundos e recrutar um exército para recuperar os territórios do seu império que haviam sido conquistados pelo Império de Niceia. Incapaz de manter sua posição, após seu regresso a Constantinopla, entre 1245 e 1247 buscou de novo apoio financeiro na Itália e França, chegando inclusive a comprometer a seu filho mais velho aos venezianos. Em 1261 a sua capital foi tomada por seu rival bizantino, Miguel VIII Paleólogo. Balduíno fugiu para a Itália, pondo fim ao Império Latino no Oriente.
Firmou o Tratado de Viterbo com Carlos I da Sicília, que comprometia a seu filho e herdeiro, Filipe de Courtenay e uma filha do rei, visando assim ser reconhecidos em alguns setores do Oriente.
Balduíno II morreu em 1273.